# Hidetaka Miyazaki
Hidetaka Miyazaki (jap. 宮崎 英高 Miyazaki Hidetaka; ur. w Shizuoce) – japoński reżyser, projektant i scenarzysta gier komputerowych, twórca serii Souls oraz gier Bloodborne, Sekiro: Shadows Die Twice i Elden Ring. Od 2014 prezes przedsiębiorstwa FromSoftware.
W 2018 roku zdobył nagrodę Golden Joystick Awards za całokształt twórczości.

## Twórczość
| Rok  | Tytuł gry                 | Rola                |
| ---- | ------------------------- | ------------------- |
| 2009 | Demon’s Souls             | reżyser             |
| 2011 | Dark Souls                | reżyser, producent  |
| 2014 | Dark Souls II             | kierownik produkcji |
| 2015 | Bloodborne                | reżyser             |
| 2016 | Dark Souls III            | reżyser             |
| 2019 | Sekiro: Shadows Die Twice | reżyser             |
| 2022 | Elden Ring                | reżyser             |